# Томас II (граф Савойи)
Томас II Савойский (фр. Thomas II de Savoie, итал. Tommaso II di Savoia; 1199/ок. 1202 — 7 февраля 1259) — граф Фландрии и Геннегау в 1237 — 1244 году, князь Пьемонта с 1247 года. Сын Томаса I Савойского и Маргариты, дочери Гийома I Женевского.

## Биография

### Детство и церковный этап жизни
Дата рождения Амадея IV известна лишь примерно. Fondation for Medieval Genealogy называет его пятым сыном Томаса I Савойского и Маргариты Женевской, а так как их брак датирует примерно 1196 годом, то появление Томаса датировано примерно 1202 годом.
Мирослав Марек определял Томаса II как третьего сына, брак Томаса I и Матильды 1195/1196 годом, то рождение Томаса II датировал 1199 годом.
Dizionario Biografico degli Italiani не называла дату рождения, но один из её авторов Франческо Когнассо в статье о его брате Амадее писал, что раз их отец Томас I Савойский достиг совершеннолетия (то есть 14-летия) лишь в 1191 году, то брак Томаса I с Маргаритой мог реализован в 1194 году. И старший сын Амадей родится около 1195 года. А Томас в перечне сыновей указан пятым. Genealogie-mittelalte называет датой рождения 1199 год
Томас (II) упомянут в грамотах своего отца Томаса I: в 1224 году в хартии с епископом Сьона и 26 февраля 1231 года с Откомбским аббатством.
В 1224/1227 году Томас стал каноником в Лозанне, в 1227 году пробстом Валенцы (Provost of Valence), а позже каноником в Лионе.
1/10 марта 1233 года Томас I Савойский умер, оставив большую семью: 14 детей были рождены в браке и было 4 внебрачных. Но из 8 сыновей родившихся в браке лишь трое Амадей, Гумберт (умер в 1223 году) и Аймон должны были стать феодалами, остальные 5 братьев (Гильом, Томас (известный позже как Томас II), Пьер, Филипп, Бонифаций) готовились к церковной деятельности.
Но сразу после смерти Томаса, его два сына Томас (II) и Пьер оставили свои духовные посты и заявили свои претензии на власть.
В марте 1233 года старший брат Томаса, Амадей IV, стал графом Савойи и маркизом Италии Его второй брат Аймон был сеньором Шабле, но утверждал, что отец — Томас I оставил завещание в его пользу и требовал раздела домена. Аймона в этом споре поддержал Пьетро, а Амадея — Томас (II). В спор в качестве миротворцев вмешались остальные братья и влиятельные вассалы.

23 июля 1234 года в Шильоне было подписано соглашение о разделе. Лексикон средневековья указывал, что Томас получил Пьемонт; Пьетро — Фукиньи, Пай де Жекс, Пай де Во, Шабле; Бонифаций — Буги: Филипп — Вьеннуа, а позднее Бресс.
Но ссора оставила свой отпечаток. 13 июля 1235 года Амадей IV наделил Томаса (II) владениями у Авельяна в землях бывшей Туринской марки. 23 сентября 1235 года он же оставил своё первое завещание в котором своим наследником указал Томаса (II), а не следующего по старшинству Аймона.
В 1234 году племянница Томаса — Маргарита Прованская (дочь его сестры Бееатрисы) стала женой короля Людовика IX Французского, а в 1236 году вторая племянница — Элеонора Прованская, стала женой короля Генриха III Английского. Эти браки подняли значимость персоны Томаса и его братьев в глазах европейской знати.

### Правитель Фландрии и Генегау
В 1237 году по предложению французского короля Людовика IX Томас женился на Жанне, дочери правителя Латинской империи. Этот союз позволял предотвратить англо-фламандское сближение которое планировалось реализовать через брак Жанны и Симона Монфора Благодаря браку с Жанной Томас стал графом Фландрии и Генегау.
В 1238 году умер епископ Льежа Иоанн Оппия и его преемником выбрали брата Томаса — Вильгельма Савойского Но когда Вильгельм, прибыл к императору на утверждение его епископом Льежа, то получил отказ от Фридриха II. После ответа императора Вильгельм отправился в Рим и получил инвеституру от папы.
13/19 июля 1238 года Амадей IV составил новое завещание, по которому наследником вновь назначался Томас (II), но при условии отсутствия сыновей у последнего, наследниками назначались Пьетро, а затем Филипп.
Несмотря на помощь Людовика IX с получением титулов графов Фландрии и Генегау, Томас в 1241—1242 году выступил на стороне антикапетингской коалиции, возглавляемой другим его родственником, Генрихом III Английским. Этот конфликт привёл к Сентожской войне закончившейся победой французского короля. Как правитель Фландрии и Генегау Томс оказался противником правителей Брабанта, Гельдерна и Голландии с которыми возникали споры как по старым вопросам, так и из-за преобладания в соседних епископствах.
2 ноября 1240 года Амадей IV Савойский оставил новое завещание. По нему он завещал Томасу (II) Фландрскому все владения в Италии при условии, что тот выплатит компенсацию другим претендентам.
В 1243 году, после того как Томас сблизился с императором, папский легат отлучил от церкви его и брата Амадея IV. Амадей просил папу об отмене этого решения и приняв Иннокентия IV осенью 1244 года, во время его поездки в Лион (через Асти, Турин, Сузу), сопроводил последнего через перевал Мон-Сени, получив некоторые уступки.
В декабре 1244 года умерла жена Томаса Жанна. Томас не стал владетельным князем во Фландии и был вынужден вернуться в Савойю. 

### Князь Пьемонта
Овдовевший Томас, в 1244 году был обвенчан с дочерью императора Фридриха. После того как Бонифаций Монферратский перешёл на сторону папы, помощь Савойи стала более ценной для императора. В 1247 году Фридрих II поручил брату Томаса Амадею IV поехать в Лион, чтобы договориться о примирении с папой Иннокентием IV. И хотя миссия не удалась император в ноябре 1248 года передал Томасу через инвеституру Турин, Иврею, дал Марсалья, Ланцо, Канавезе, Монкальери, Кастельвеккио. А также назначил Томаса имперским викарием.
В 1247 году Амадей IV Савойский назначил Томаса князем Пьемонта, оставив себя сувереном этих земель.
26 июня 1248 года Томас составил завещание в котором среди наследников названы братья Пьетро Савойский, Филипп епископ Лионский; сестра Беатриса, графиня Прованская; Амадей, граф Савойиский; брат Бонифаций, архиепископ Кентерберийский; Эдуард (сын племянницы Элеоноры Английской). В другой версии этого завещания указаны иной порядок и список близких родственников: братья Филипп, епископ Лионский; Пьетро Савойский; сестра Беатриса, графиня Прованская; Амадей, граф Савойиский; брат Бонифаций, архиепископ Кентерберийский; Эдмунд (сын племянницы Элеоноры Английской).
В 1250 году император Фридрих умер. После смерти императора брат Томаса Амадей IV получил от римского папы Иннокентия IV требования вернуть церкви земли, переданные графу императором. Но брак Томаса с племянницей папы Беатрисой Фиески заключенный в июне 1251 года, позволил отложить этот вопрос. А в мае 1252 года Томас привез брату и себе прощение за предыдущие отлучения. В 1251 году он признал Вильгельма Голландского королём и тот подтвердил имперские владения Томаса
Осенью этого года брат Амадей заболел и вновь написал завещание. В этом акте от 24 мая 1253 года, он назначил наследником своего сына Бонифация под опекой Томаса Савойского.
В 1253 году Томас наследовал Амадею IV в графстве Савойя, как регент—соправитель с племянником Бонифацием. В 1254 году Томас стал регентом Салуццо при сыне племянницы Беатрисы Савойской — Томазо I. В 1254 году папа римский предложил сицилийскую корону внучатому племяннику Томаса — Эдмунду Ланкастерскому. В 1254—1255 годы Томас представлял интересы внучатого племянника в вопросе наследовании Сицилии и был назначен папой римским князем Капуи.
Томас много воевал с городами, но после того как с 1255 по 1257 год находился в плену у Асти он должен был заключить мир с этим городом и Турином
В 1258 году Томас признал Ричарда Корнуэльского немецким королем. А тот освободил Томасса от всех обязательств по тем мирным договорам которые он заключил из-за плена, и предоставил монетные и рыночные привилегии.
В 1259 году Томас умер, отравленный ядом.
Папа Иннокентий IV даровал Томасу титулы защитника церкви и гонфалоньера.

## Семья
Второй муж с 2 апреля 1237 года Жанны, дочери Балдуина IX графа Фландрии и Геннегау, Латинского императора (1200 — 5 декабря 1244).
Муж с июня 1251 года Беатрисы Фиески, племянницы папы римского Иннокентия IV, дочери графа Теодоро Фиески (-8/9 июль 1283).
Томас II имел детей только во втором браке. Все последующие правители Савойи были его потомками.
- Томас III Савойский (около 1252/после 1248 — 15/16 мая 1282), граф Морьен[фр.], князь Пьемонта[23].
- Амадей V Савойский (около 1253/также указывают 4 сентября 1249 — 16 октября 1323), граф Савойский[24]
- Людовик I Савойский (около 1254/ также указывают 1250—1302/1303), барон Во, сеньор Мудон, Ромон, Рю, Контре, Сейон, Ньон и Обон (d’Aubon) с 1286[25].
- дочь (-после 14 января 1264)[26].
- Элеонора Савойская (-24 августа 1296). Жена с 1270 года Людовика де Альбон-Форез[27].
- Алиса Савойская[фр.] (-1 август 1277)[28].

Также Мирослава Марек утверждал, что у Томаса было три внебрачных ребёнка: Ланцелот, Николасс, Франциск.